# Дунбейська плита
Дунбейська плита — структурний елемент Півн.-Сх. Китаю, складчастий фундамент якого має палеозойський і докембрійський вік. Охоплює тер. Маньчжурської низовини (рівнина Сунляо) і хр. Великого Хінгану. На підмурівку майже горизонтально залягають шари вулканогенно-осадового чохла (потужність 1-8 км), складеного ефузивами, туфами і уламковими відкладами юрської і нижньокрейдової доби. На Д.п. розташований нафтогазоносний бас. Сунляо.